# Онтал Гейзер
Онтал Гейзер, Антал Хеізер (угор. Heizer Antal; 1962) — угорський дипломат. Надзвичайний і Повноважний Посол Угорщини в Україні (з 2023).

## Життєпис
Народився у 1962 році. У 1986 році закінчив Московський державний інститут міжнародних відносин.
У 1986—1995 рр. — працював у Міністерстві закордонних справ Угорщини, в посольствах в Китаї та Албанії.
У 1995—1998 рр. — працював в офісі прем'єр-міністра Угорщини.
У 1998—1999 рр. — директор Фонду угорських циган
У 1999—2002 рр. — віцепрезидент Національного офісу з питань етнічних меншин
У 2002—2010 рр. — був головою Національного офісу з питань етнічних меншин.
У 2010—2014 рр. — Надзвичайний і Повноважний Посол Угорщини у Словаччині
У 2014—2018 рр. — Надзвичайний і Повноважний Посол Угорщини в Албанії
У 2019—2022 рр. — Надзвичайний і Повноважний Посол Угорщини у Казахстані.
З 2022 року — кандидат на посаду Надзвичайного і Повноважного Посла Угорщини в Україні
10 травня 2023 року — Президентка Угорщини Каталін Новак призначила Гейзера Надзвичайним і Повноважним Послом Угорщини в Україні.
23 серпня 2023 року — вручив копії вірчих грамот заступнику Міністра закордонних справ України Євгену Перебийносу
27 вересня 2023 року — вручив вірчі грамоти Президенту України Володимиру Зеленському